# Pseudoclerada
Pseudoclerada är ett släkte av insekter. Pseudoclerada ingår i familjen ängsskinnbaggar.
Kladogram enligt Catalogue of Life:
| Pseudoclerada | \| \| Pseudoclerada kilaueae \| \| \| \| \| \| Pseudoclerada morai \| \| \| \| |
|               | \| \| Pseudoclerada kilaueae \| \| \| \| \| \| Pseudoclerada morai \| \| \| \| |
|               | Pseudoclerada kilaueae                                                         |
|               |                                                                                |
|               | Pseudoclerada morai                                                            |
|               |                                                                                |